# Pedro Augusto (Fußballspieler, 1993)
Pedro Augusto (* 27. März 1993 in Ipatinga) ist ein brasilianischer Fußballspieler.

## Karriere
Pedro Augusto spielte von 2013 bis 2018 bei den unterklassigen brasilianischen Mannschaften vom Novo EC Ipatinga, Apucarana Sports und Tupynambás FC. Im Juli 2018 zog es ihn nach Asien, wo er in Thailand einen Vertrag beim Surat Thani FC unterschrieb. Der Verein aus Surat Thani spielte in der dritten Liga. Hier trat er in der Lower Region an. Am Ende der 2019 musste er mit dem Verein in die vierte Liga absteigen. Nach zwei Spieltagen der Saison 2020/21 wurde die Liga wegen der COVID-19-Pandemie unterbrochen. Während der Unterbrechung wurde vom Verband beschlossen, das nach Wiederaufnahme des Spielbetriebs die dritte und die vierte Liga zusammengelegt werden. Surat Thani spielte fortan in der Southern Region der dritten Liga. Im Januar 2021 kehrte er für ein halbes Jahr nach Brasilien zurück. Hier stand er bei seinem ehemaligen Verein Apucarana Sports in Apucarana unter Vertrag. Im Juli 2021 kehrte er nach Thailand zurück. Hier verpflichtete ihn der Drittligist Pattaya Dolphins United. Der Verein aus dem Seebad Pattaya spielte in der Eastern Region der Liga. Am Ende der Saison feierte er mit den Dolphins die Meisterschaft der Region. Mit 20 Toren wurde er Torschützenkönig der Region. In den Aufstiegsspielen zur zweiten Liga konnte man sich nicht durchsetzen. Zu Beginn der Saison 2022/23 unterschrieb er Anfang August 2022 einen Vertrag beim Zweitligaaufsteiger Krabi FC. Für den Neuling aus Krabi stand er elfmal in der zweiten Liga auf dem Spielfeld. Nach der Hinrunde 2022/23 wurde sein Vertrag nicht verlängert.

## Erfolge
Pattaya Dolphins United
- Thai League 3 – East: 2021/22

## Auszeichnungen
Thai League 3
- Torschützenkönig: 2021/22